# كاستل دي سانغرو
كاستل دي سانغرو (بالإيطالية: Castel di Sangro)‏ هي بلدية في مقاطعة لاكويلا في إقليم أبروتسو الإيطالي.

## السكان
في سنة 1861 بلغ عدد السكان 5٬129 نسمة، وتطور العدد ليصل في سنة 2018 لـ 6٬705 نسمة.
يظهر هذا المخطط البياني تطور النمو السكاني لـ كاستل دي سانغرو